# فارينا (موسيقية)
فارينا (بالإسبانية: Farina)‏ هي موسيقية ومغنية كولومبية، ولدت في 16 سبتمبر 1986.

## وصلات خارجية
- فارينا على موقع IMDb (الإنجليزية)
- فارينا على موقع ميوزك برينز (الإنجليزية)
- فارينا على موقع ديسكوغز (الإنجليزية)
- فارينا على موقع ديسكوغز (الإنجليزية)